# Cantó de Ligny-en-Barrois
El cantó de Ligny-en-Barrois és un cantó francès del departament del Mosa, situat al districte de Bar-le-Duc. Té 20 municipis i el cap és Ligny-en-Barrois.

## Municipis
- Chanteraine,
- Givrauval,
- Guerpont,
- Ligny-en-Barrois,
- Loisey-Culey,
- Longeaux,
- Maulan,
- Menaucourt,
- Naix-aux-Forges,
- Nançois-sur-Ornain,
- Nant-le-Grand,
- Nant-le-Petit,
- Nantois,
- Saint-Amand-sur-Ornain,
- Salmagne,
- Silmont,
- Tannois,
- Tronville-en-Barrois,
- Velaines,
- Willeroncourt.

## Història
| Data d'elecció                           | Identitat        | Partit        | Qualitat |
| ---------------------------------------- | ---------------- | ------------- | -------- |
| 1945-1973                                | Louis Dodin      | SFIO          |          |
| 1973-1994                                | Michel Leblanc   | Divers droite |          |
| 1994-2001                                | Jackie Fonroques | Divers droite |          |
| 2001-                                    | Roger Beauxerois | PS            |          |
| les dades anteriors no són pas conegudes |                  |               |          |
|                                          |                  |               |          |